# Wolfgang Schenkluhn
Wolfgang Schenkluhn (ur. 1952 w Groß-Umstadt) – niemiecki historyk sztuki, specjalista z zakresu ochrony zabytków; wykładowca akademicki, profesor Uniwersytetu Marcina Lutra w Halle i Wittenberdze; autor licznych publikacji.

## Życiorys
W latach 1974–1982 studiował historię sztuki, filozofię i socjologię na Johann-Wolfgang-Goethe-Universität we Frankfurcie nad Menem oraz na Philipps-Universität w Marburgu, gdzie w 1983 obronił rozprawę doktorską.
W latach 1983–1984 był pracownikiem naukowym w jednym z muzeów we Frankfurcie nad Menem, a 1984–1990 asystentem na Uniwersytecie w Stuttgarcie, gdzie w 1990 uzyskał habilitację oraz stanowisko docenta. W 1992 wykładał na Akademii Sztuki w Stuttgarcie, 1993–1994 na Uniwersytecie Eberharda i Karola w Tybindze, 1994–1995 na Uniwersytecie Marcina Lutra w Halle i Wittenberdze.
Od 1995 profesor zwyczajny i kierownik Katedry Historii Sztuki Średniowiecznej na Uniwersytecie Marcina Lutra w Halle i Wittenberdze.

## Funkcje w ciałach gremialnych
- 1995–1997: dyrektor Institut für Kunstgeschichte
- 1998–2003: prodziekan Wydziału Filozoficznej
- 2000–2003: członek komisji senackiej ds. studiów i nauki
- 2003–2006: prorektor ds. dydaktycznych na Uniwersytecie Marcina Lutra w Halle i Wittenberdze
- 2003–2011: przewodniczący komisji rekrutacyjnej na studiach podyplomowych Ochrona zabytków
- 2006–2008: dyrektor zarządzający nowego Institut für Kunstgeschichte und Archäologien Europas
- 2006–2010: członek Senatu uczelni

## Członkostwo
- przewodniczący Krajowej Rady Zabytków kraju związkowego Saksonia-Anhalt od 1995 (ponownie wybierany 2000, 2005, 2010)
- członek Międzynarodowej Rady Ochrony Zabytków i Miejsc Historycznych od 1996
- członek Komisji Historycznej kraju związkowego Saksonia-Anhalt od 2006
- przewodniczący stowarzyszenia Europäische Romanik Zentrums e.V. od 2006
- członek Rady Naukowej w fundacji Stiftung Kloster und Kaiserpfalz Memleben od 2009
- członek Konwentu Kultury kraju związkowego Saksonia-Anhalt